# Iryna Szuwałowa
Iryna Szuwałowa (ur. 1986 w Kijowie) – ukraińska poetka i tłumaczka.

## Życiorys
Urodziła się w 1986 roku w Kijowie. Studiowała na Kijowskim Uniwersytecie Narodowym im. Tarasa Szewczenki. W 2014 roku ukończyła komparatystykę w Dartmouth College, po czym w 2020 obroniła pracę doktorską na slawistyce University of Cambridge na temat pieśni tworzonych przez społeczność dotkniętą wojną w Donbasie. W Dartmouth była stypendystką Fulbrighta, zaś w Cambridge uzyskała stypendium Gates Cambridge Scholarship, a także uczyła języka ukraińskiego.

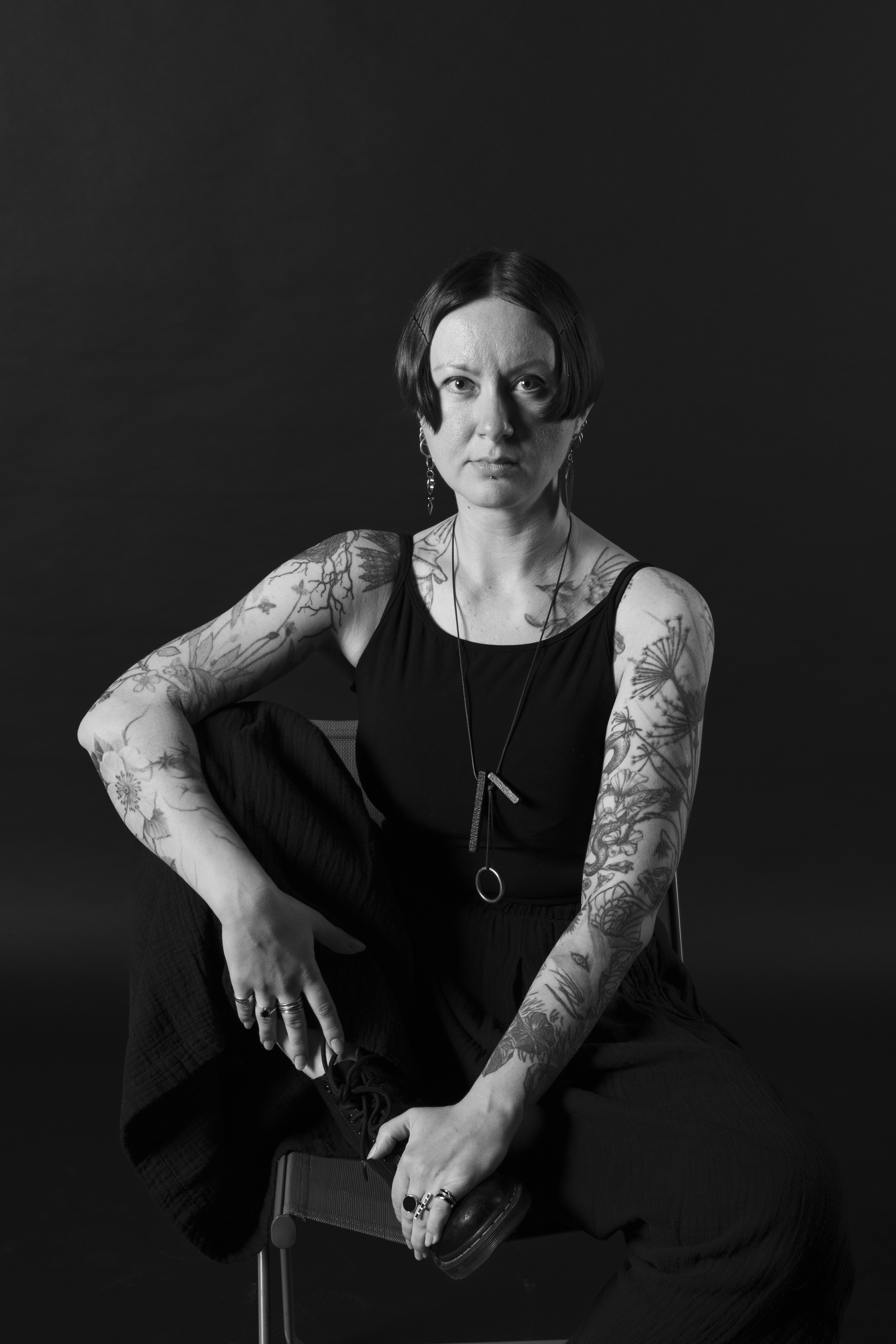
Iryna Szuwałowa (2024)

Szuwałowa zadebiutowała w 2011 roku tomikiem poetyckim pt. Ran. W jej czwartym zbiorze poezji, dwujęzyczna publikacja Pray to the Empty Wells, można zauważyć silny wpływ ukraińskich tradycji ludowych i przyrody. Jej wiersze ukazały się w antologiach, a także zostały przetłumaczone na dziewięć języków. Na język polski jej utwory tłumaczyła Aneta Kamińska. W 2019 roku Szuwałowa została współredaktorką pierwszej ukraińskiej antologii literatury LGBT.
Tłumaczy z języka angielskiego na ukraiński oraz z ukraińskiego na rosyjski i angielski. Przełożyła m.in. Życie Pi Yanna Martela (2016) i Mleko i miód Rupi Kaur (2019). Jej tłumaczenia na język angielski ukazały się na łamach „Modern Poetry in Translation” i „Words Without Borders”.
Jest laureatką nagród za twórczość własną i działalność przekładową, w tym pierwszego miejsca w konkursie literackim organizowanym przez Smoloskyp (2010), nagrody Joseph Brodsky/Stephen Spender Prize, nagrody Litakcentu oraz lwowskiej Nagrody Miasta Literatury UNESCO.
Należy do Ukraińskiego PEN Clubu, w 2017 roku została ekspertką do spraw ukraińskich tłumaczeń brytyjskiego oddziału PEN Clubu.
W trakcie Inwazji Rosji na Ukrainę w 2022 roku pracowała na uniwersytecie w Chinach.

## Twórczość
- Ran, 2011[6]
- Os, 2014[6]
- Az, 2014[6]
- Pray to the Empty Wells, 2019[8]
- kamińsadlis, 2020[6]